# Turacoena
Turacoena és un gènere d'ocells de la família dels colúmbids (Columbidae) que habita en algunes illes d'Indonèsia (Wetar, Timor, Sulawesi i petites illes properes).

## Taxonomia
S'han descrit dues espècies dins aquest gènere:
- colom carablanc (Turacoena manadensis).
- colom de Timor (Turacoena modesta).